# Austrohelea tonnoiri
Austrohelea tonnoiri är en tvåvingeart som först beskrevs av John William Scott Macfie 1932.  Austrohelea tonnoiri ingår i släktet Austrohelea och familjen svidknott. Inga underarter finns listade i Catalogue of Life.